# Grzegorz Grzyb (muzyk)
Grzegorz Grzyb (ur. 2 listopada 1971 w Stargardzie, zm. 23 lipca 2018 w Warszawie) – polski perkusista, sideman, muzyk sesyjny. 

## Życiorys
Jako syn i młodszy brat perkusisty grał od najmłodszych lat. Na początku muzycznej drogi najbardziej inspirowały go swing i be-bop. W późniejszym okresie zafascynowała go muzyka fusion. Jako swą wielką inspirację wymieniał Jaco Pastoriusa. Znany był ze współpracy z wieloma polskimi muzykami jazzowymi, m.in. ze Zbigniewem Namysłowskim, Tomaszem Szukalskim, Wojtkiem Staroniewiczem, Maciejem Sikałą, Sławomirem Kulpowiczem, Tymonem Tymańskim, Leszkiem Możdżerem, a także z licznymi muzykami zagranicznymi. Od roku 2008 do 2018 był stałym członkiem krakowskiej formacji Laboratorium. Wraz z Krzysztofem Misiakiem i Filipem Sojką współtworzył trio 3 Jazz Soldiers. Prowadził również zajęcia warsztatowe, m.in. w ramach festiwalu Rockowe Ogródki w Płocku. Poza muzyką jego pasją było kolarstwo.
Zginął potrącony przez samochód 23 lipca 2018 w Warszawie.

## Dyskografia
- Maciej Strzelczyk, Music for M (1995)[7]
- Szwagierkolaska – Luksus (1995)[7]
- Ryszard Borowski – The Night of Flutes (1996)[7]
- Ryszard Borowski – Mariage (1999)[7]
- Szwagierkolaska – Kicha (1999)[7]
- Zbigniew Hołdys – Hołdys.com (2000, Pomaton EMI)[7][8]
- OXEN – Nexo (2002)[7]
- Hey Jimi – Polskie gitary grają Hendrixa (2008) – "Fire" – perkusja, tamburyn
- Zbigniew Namysłowski – Mozart Goes Jazz (1999, Jazz Forum Records)[7]
- Edyta Górniak – EKG (2007)[7]
- 3 Jazz Soldiers – Odłamkowa (2012, mkm)[7][9]

## Nagrody i odznaczenia
- Nagroda polskiego przemysłu fonograficznego Fryderyka w kategorii Album roku – muzyka tradycji i źródeł za album Luksus zespołu Szwagierkolaska (1995)[10]
- Złoty Krzyż Zasługi za zasługi dla polskiej muzyki, przyznany pośmiertnie przez prezydenta RP Andrzeja Dudę[11].

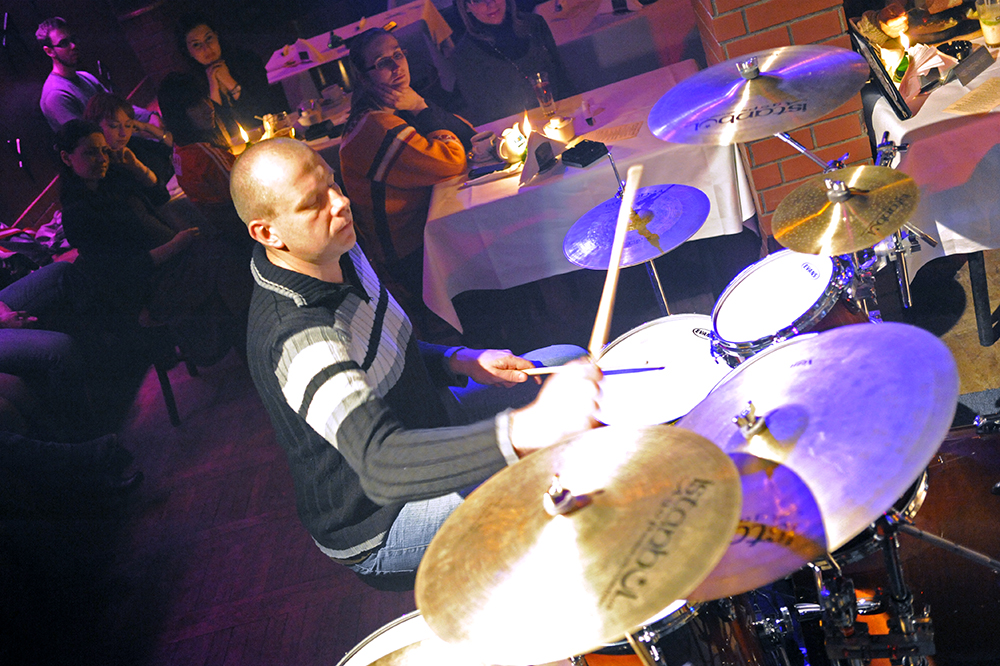
Grzegorz Grzyb w warszawskim klubie jazzowym Tygmont - styczeń 2010
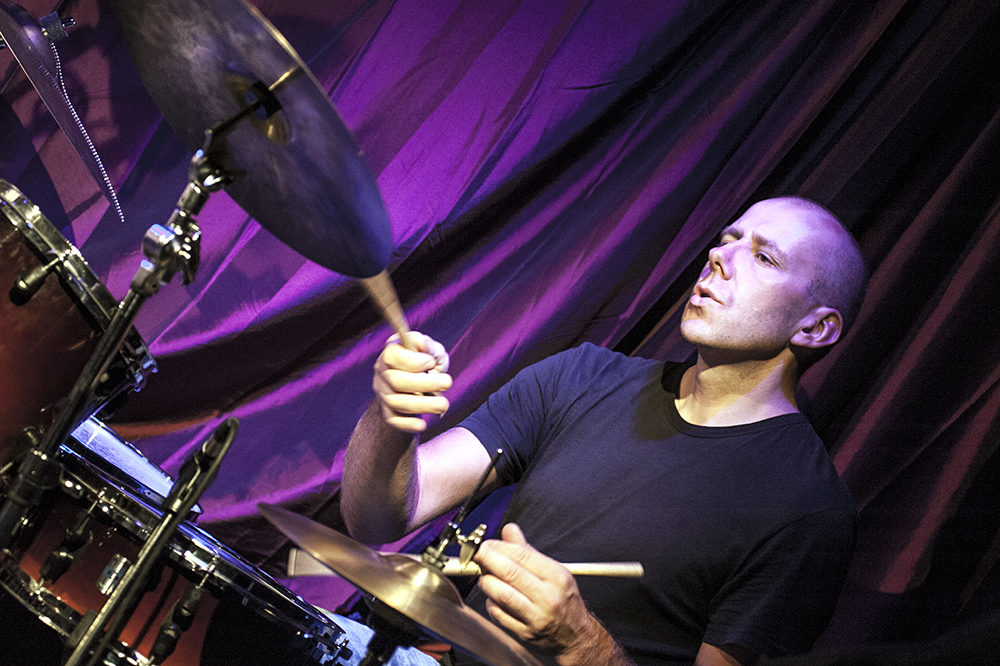
Sierpień 2011 - Klub Tygmont
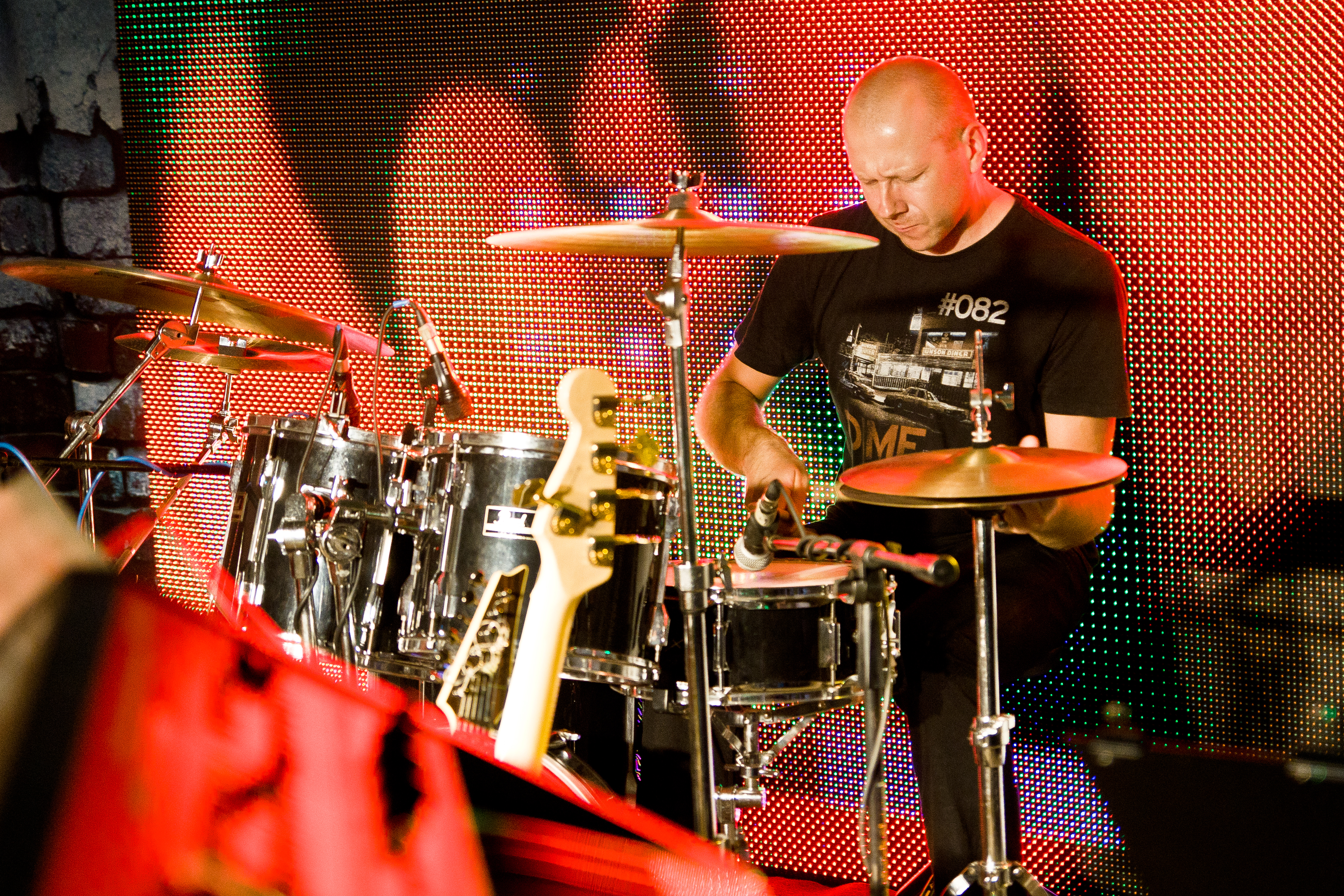
Płock - lipiec 2012
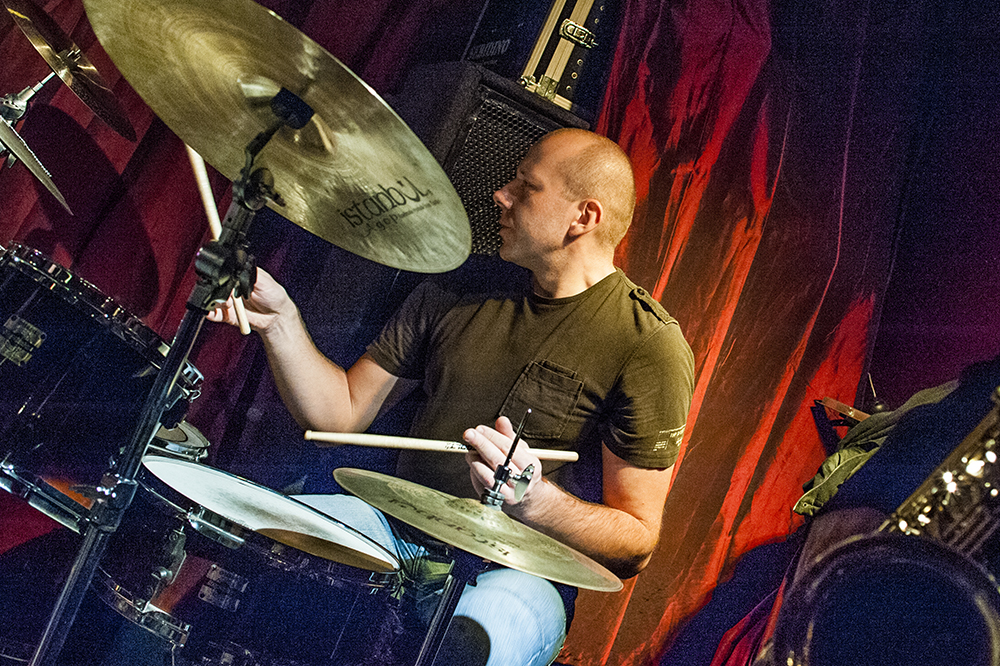
Klub Tygmont,Warszawa - styczeń 2012
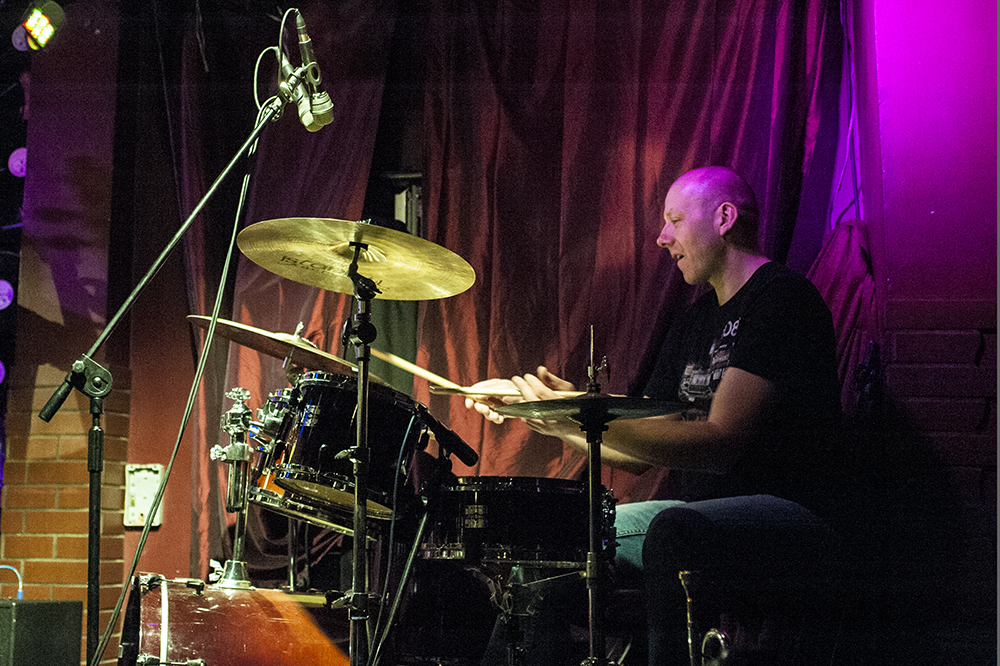
Klub Tygmont,Warszawa - kwiecień 2012